# Bunaea alcinoe
Bunaea alcinoe är en fjärilsart som beskrevs av Stoll 1780. Bunaea alcinoe ingår i släktet Bunaea och familjen påfågelsspinnare. Inga underarter finns listade i Catalogue of Life.

## Bildgalleri

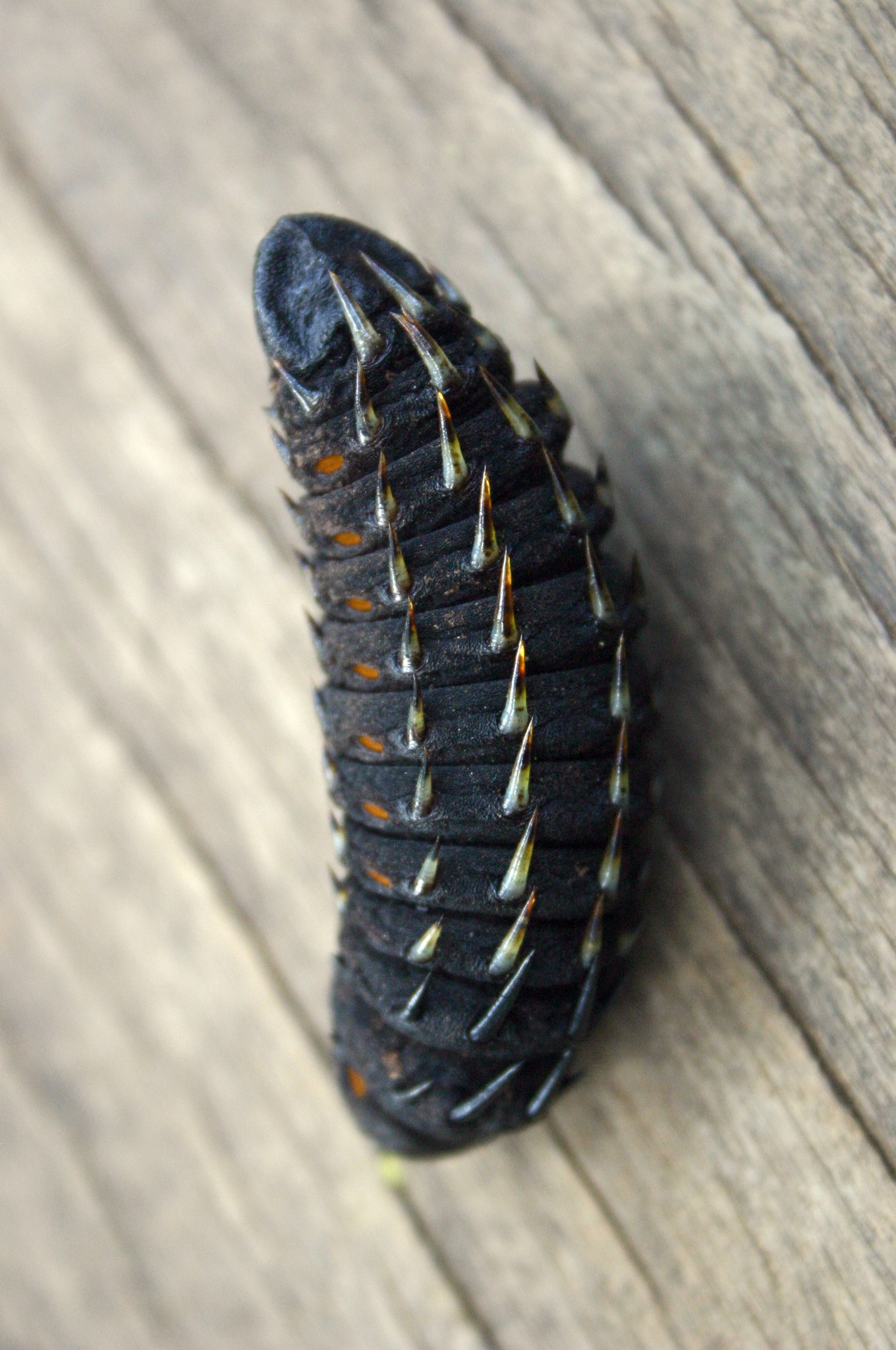
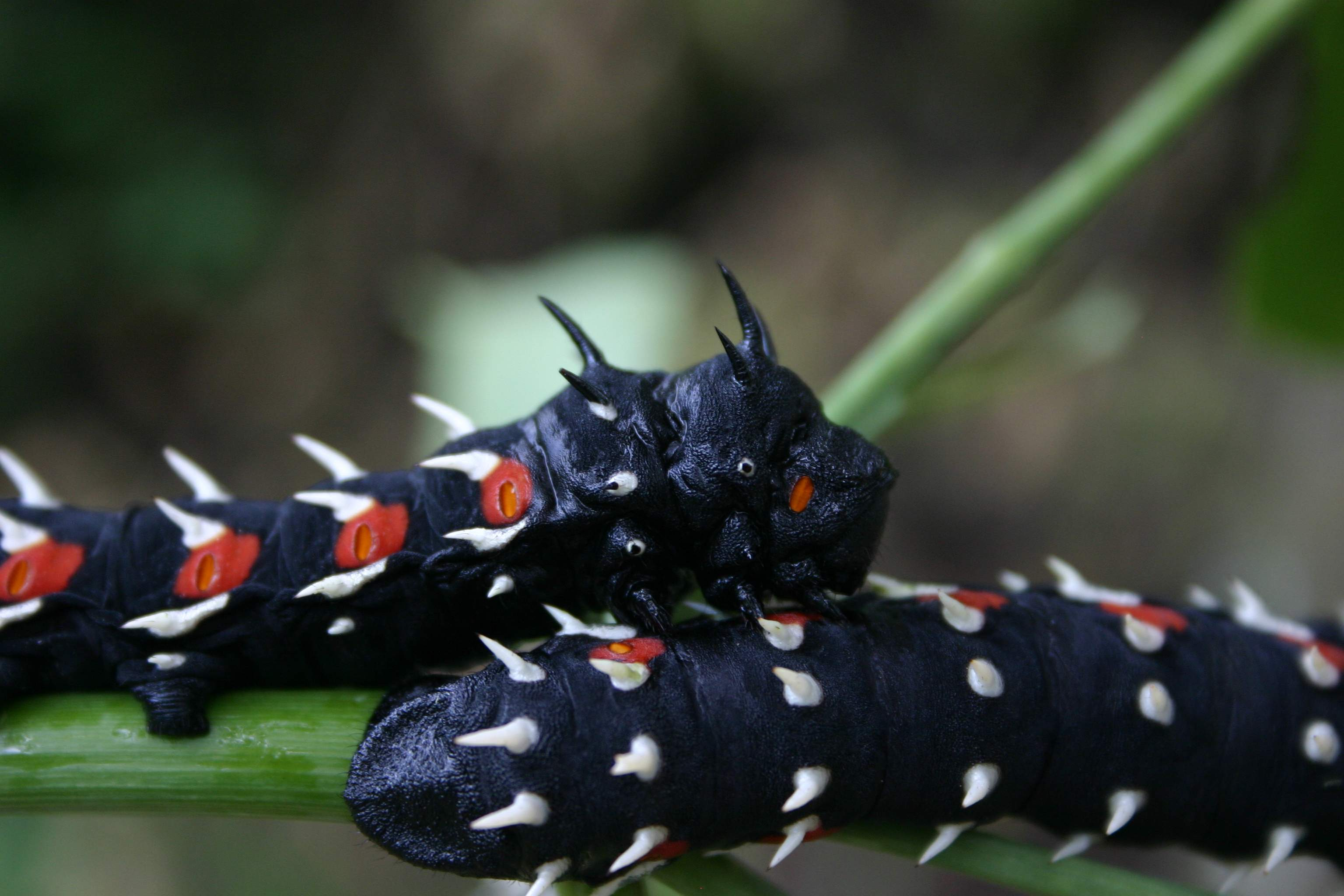
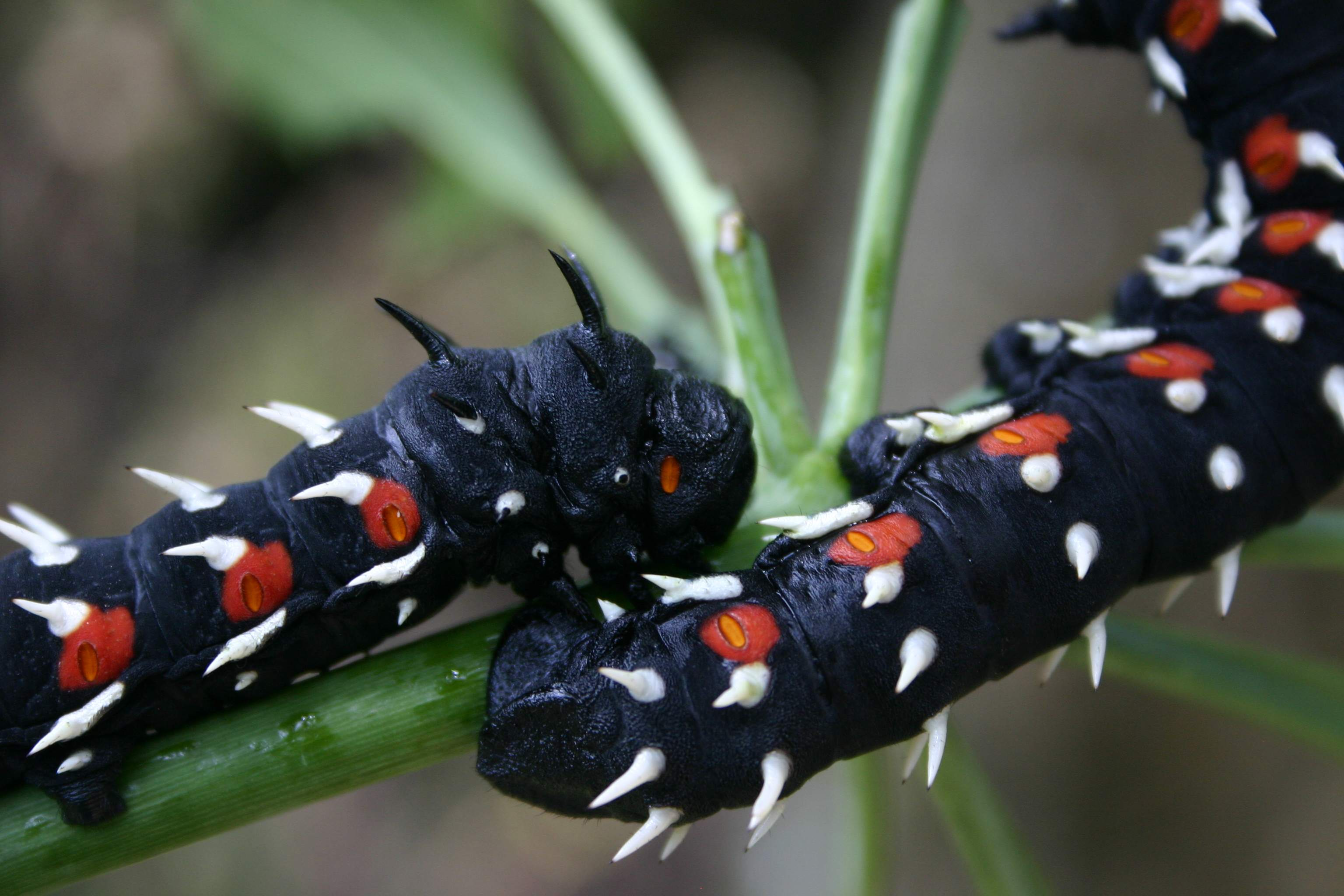
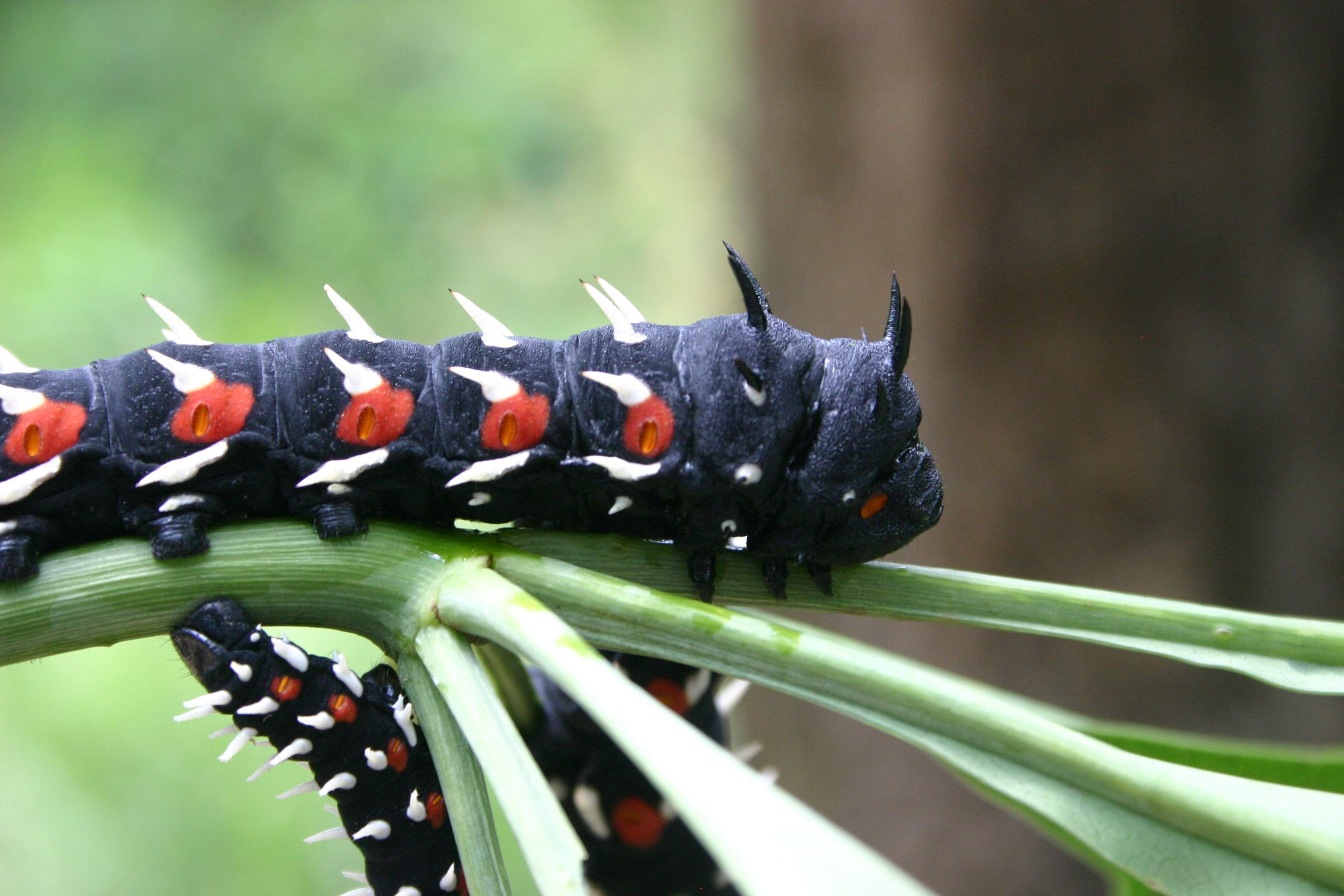
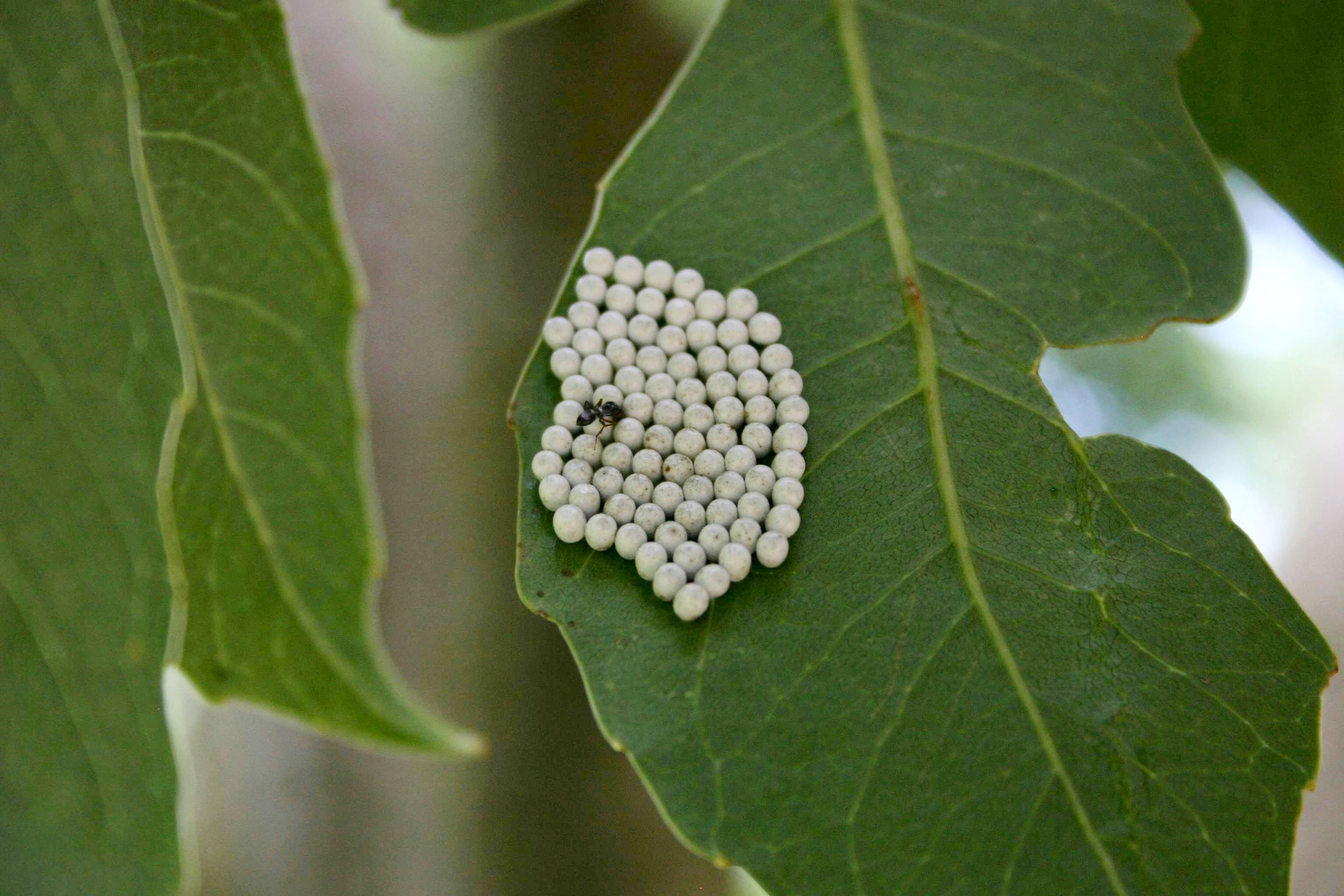
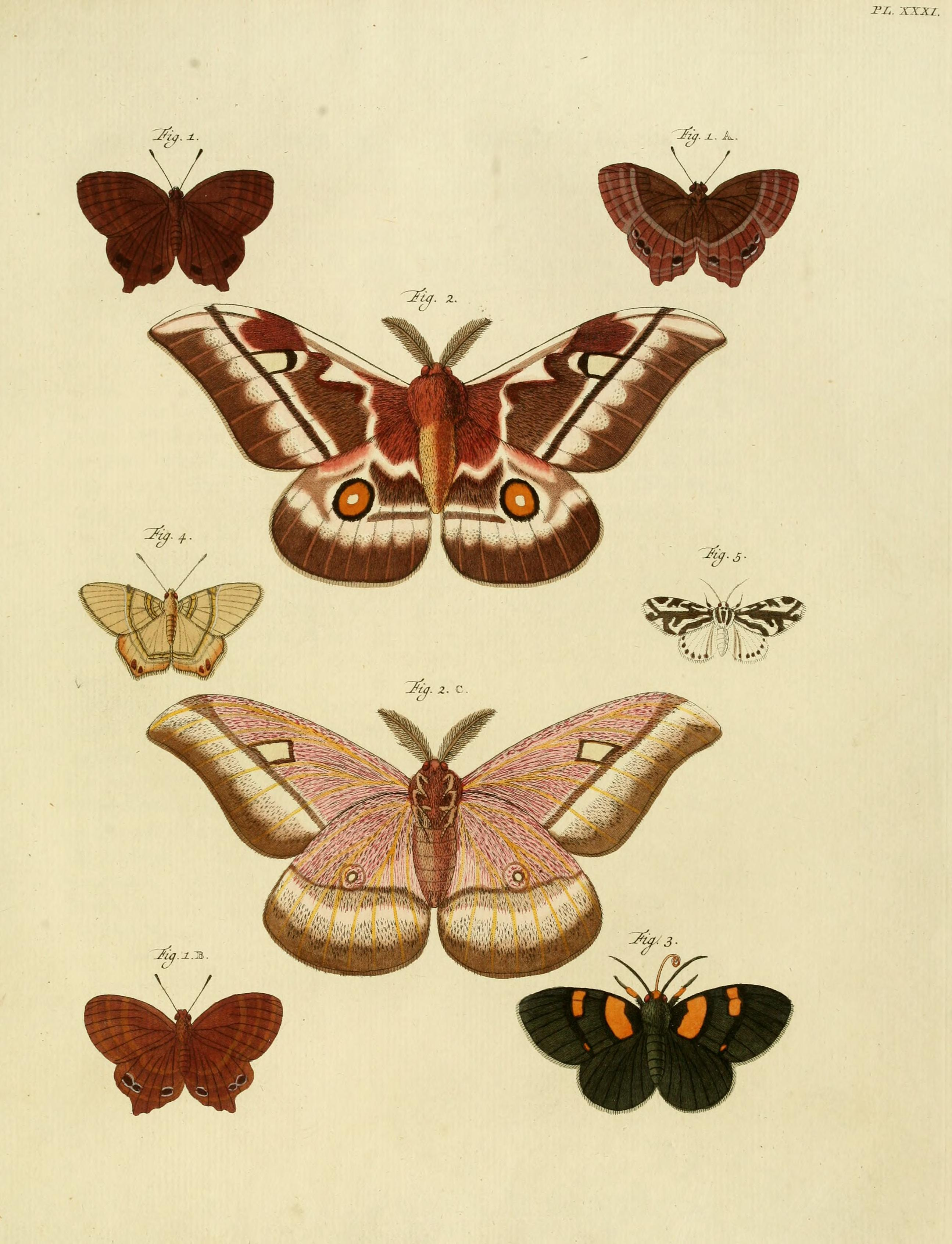